# Palaeagapetus flexus
Palaeagapetus flexus is een schietmot uit de familie Ptilocolepidae. De soort komt voor in het Palearctisch gebied.